# Тунелебудування

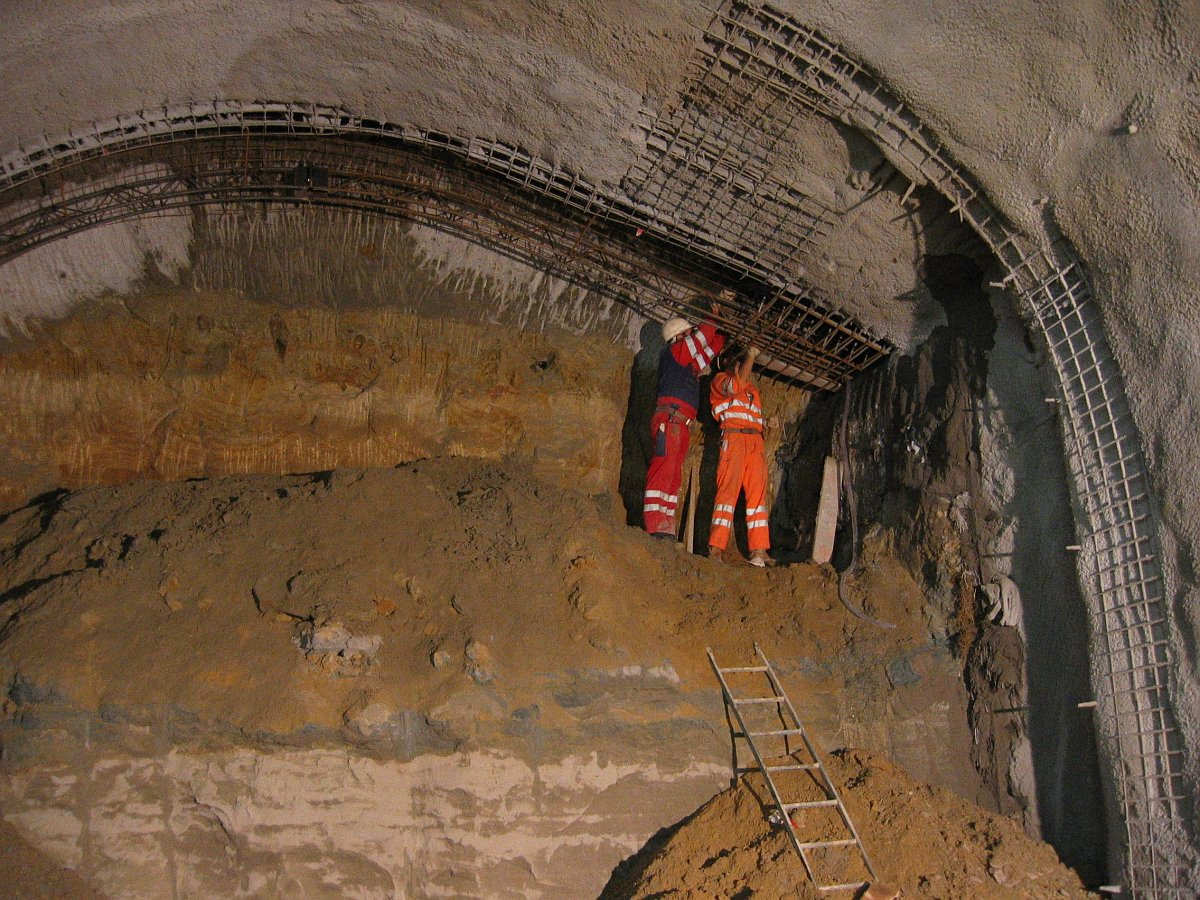
Вибій тунелю

Тунелі будують у різних середовищах: від м'якої глини до твердих порід. Спосіб будівництва тунелю залежить від таких факторів, як стан ґрунту, стан ґрунтових вод, довжина та діаметр тунелю, глибина тунелю, логістика підтримки проходження тунелю, кінцеве використання та форма тунелю і відповідне управління ризиками. Будівництво тунелів є частиною підземного будівництва.
На сьогодні використовуються три основних способи будівництва тунелів:
- Відкритий спосіб — будівництво тунелю у неглибокій траншеї, з наступним засипанням.
- Буровий спосіб, без видалення ґрунту над тунелем. Зазвичай тунелі, побудовані таким способом, мають круглий або підковоподібний переріз. Застосовуються деякі концепції гірничопідготовчих робіт. Сучасна технологія включає торкрет-бетонування, яке використовується в новоавстрійському методі прокладання тунелів, використання тунелепрохідницьких комплексів (ТПК) або прохідницького щита.
- Спосіб занурення: заглиблений трубчастий тунель занурюється у водойму та закладається або закопується просто під її дном.

## Вартість будівництва
Станом на 2017 рік вартість будівництва ліній міського метро з використанням ТПК сягає 500 мільйонів євро за кілометр. У Швейцарії кілометр автомагістрального тунелю приблизно оцінювався в 300 мільйонів швейцарських франків (на той час 200 мільйонів євро). Підводний тунель між Данією та Німеччиною у 2015 році мав проектну вартість 425 мільйонів євро за кілометр.

## Відкритий спосіб

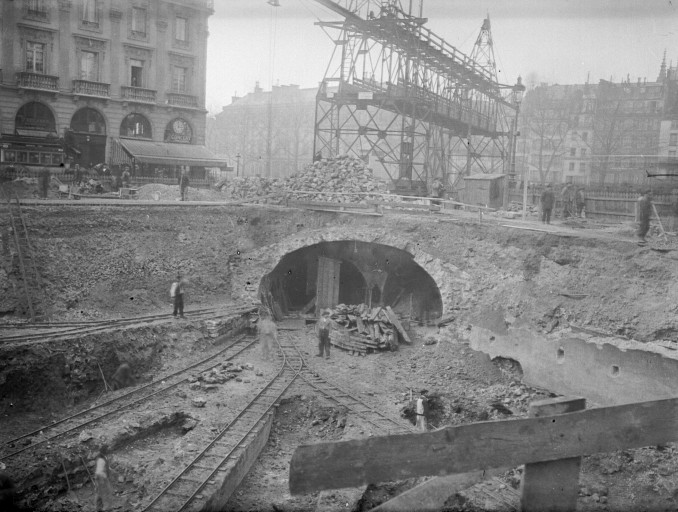
Монтажна конструкція паризького метро у Франції

Відкритий спосіб (cut-and-cover) — найпростіший метод будівництва неглибоких тунелів, який передбачає викопування траншеї, яка перекривається навісною опорною системою, достатньо міцною, щоб витримати навантаження будівель та споруд, що будуть розташовуватись над тунелем. Основні різновиди будівництва тунелів відкритим способом:
- Спосіб «знизу вгору»: викопується траншея (із закріпленням ґрунтів, якщо необхідно), і в ній будується тунель. Тунель може бути зроблений з монолітного бетону, збірного бетону, збірних арок або гофрованих сталевих арок; в давнину використовувалася цегляна кладка. Потім траншею ретельно засипають і поверхню відновлюють.
- Спосіб «зверху вниз»: бічні опорні стіни та балки перекриття будуються від рівня землі такими методами, як стіна в ґрунті або суміжні буронабивні палі. В такому разі неглибока виїмка дозволяє зробити покрівлю тунелю із збірних балок або бетону на місці. Потім поверхня відновлюється, за винятком отворів для доступу до тунелю з поверхні. Це дозволяє швидко відновити дороги та інші об'єкти поверхні. Потім під постійним перекриттям тунелю проводяться земляні роботи, і будується фундаментна плита.

Неглибокі тунелі часто будують відкритим способом (якщо під водою, то способом занурення), тоді як глибокі тунелі проходять зазвичай з використанням тунельного щита. Для середнього рівня заглиблення можливі обидва методи.
Великі відкриті камери часто використовуються для підземних станцій метро, таких як станція Кенері-Ворф у Лондоні. Ця конструкція, як правило, має два рівні, що дозволяє економічно облаштувати квитковий зал, станційні платформи, доступ для пасажирів і аварійний вихід, вентиляцію та контроль диму, кімнати для персоналу та приміщення для обладнання. Інтер'єр станції Кенері-Ворф схожий на підземний собор через величезні розміри виробки. Це контрастує з багатьма традиційними станціями лондонського метро, де для станцій і доступу пасажирів використовувалися пробурені тунелі. Тим не менш, оригінальні частини мережі лондонського метро, Метрополітен і Окружні залізниці, були побудовані за допомогою відкритого способу. Ці лінії передували електричній тязі, і близькість до поверхні була корисною для провітрювання від неминучого диму та пари.
Основним недоліком відкритого способу є широке руйнування, яке виникає на рівні поверхні під час будівництва. Це, а також доступність електричної тяги спричинили перехід лондонського метро на глибші тунелі наприкінці ХІХ століття.

## Бурові машини

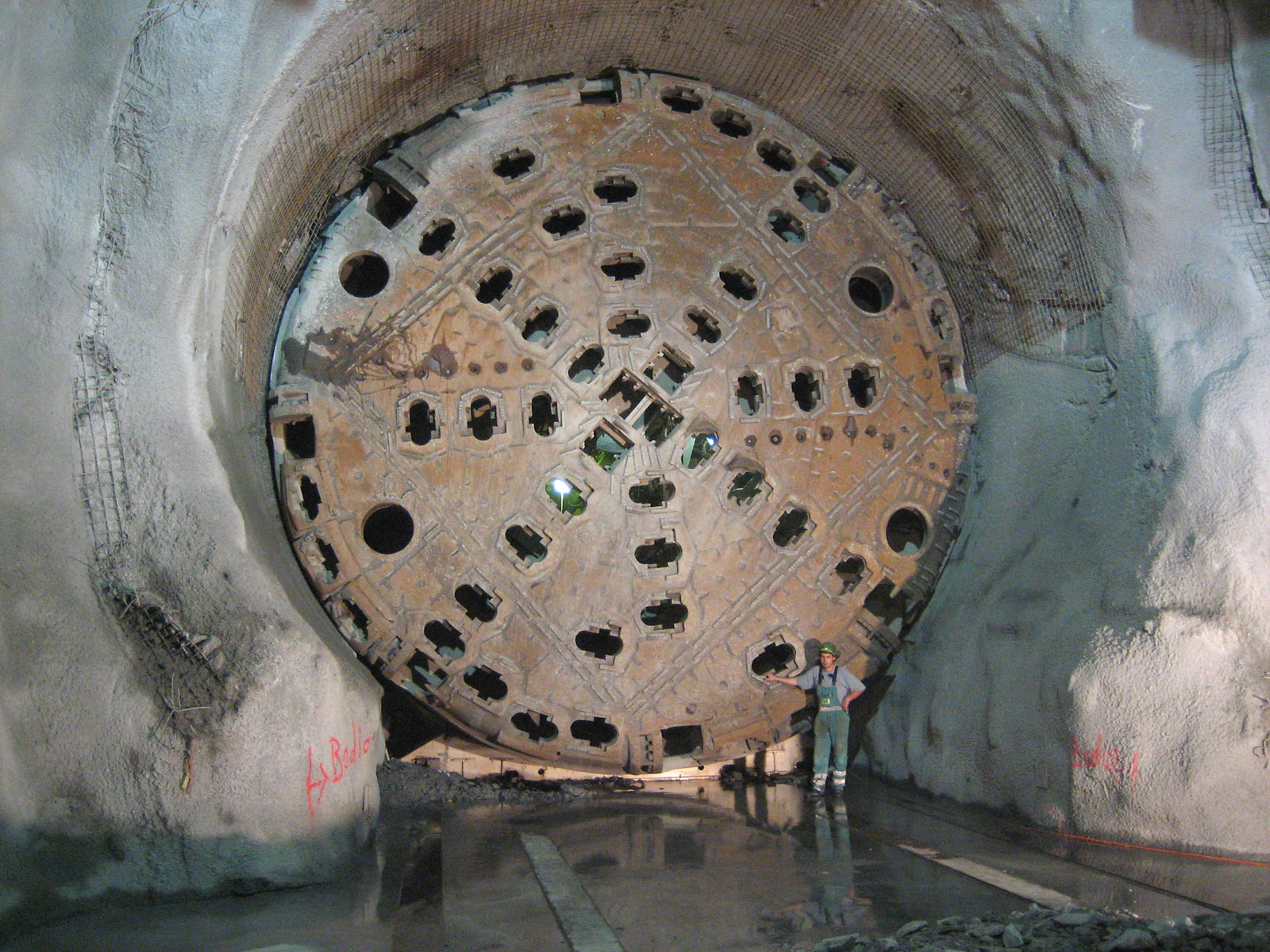
Робітник у порівнянні з тунелепрохідницькою машиною, яка використовувалася для проведення Ґоттардського базисного тунелю, найдовшого у світі.

Тунелебурильні машини (тунелепрохідницькі комплекси) та пов'язані з ними допоміжні системи використовуються для максимальної автоматизації всього процесу проходки тунелів, що знижує витрати на будівництво тунелів. У деяких переважно міських застосуваннях буріння тунелів розглядається як швидка та економічно ефективна альтернатива прокладці наземних рейок і доріг. Скасовано дорогу обов'язкову купівлю будівель і землі з потенційно тривалими запитами щодо планування. Недоліки ТПК виникають через їх зазвичай великі розміри — складність транспортування великого ТПК до місця будівництва тунелю або (як альтернатива) висока вартість складання ТПК на місці, часто в межах тунелю, що будується.
Існує безліч конструкцій ТПК, які можуть працювати в різних умовах, від твердих порід до м'якого водоносного ґрунту. Деякі типи ТПК, які здатні врівноважувати ґрунтовий тиск, мають відсіки під тиском у передній частині, що дозволяє використовувати їх у складних умовах нижче рівня ґрунтових вод. Це створює тиск на ґрунт перед ріжучою головкою ТПК, щоб збалансувати тиск води. Оператори працюють за нормального повітряного тиску за герметичним відділенням, але час від часу їм доведеться входити в це відділення, щоб оновити або відремонтувати фрези. Це вимагає спеціальних запобіжних заходів, таких як місцева обробка ґрунту або зупинка ТПК у місці, вільному від води. Незважаючи на ці труднощі, ТПК тепер переважає старіший метод тунелебудівництва в стисненому повітрі, з повітряним шлюзом /декомпресійною камерою дещо позаду від виконавчого органу ТПК, який вимагав від операторів роботи під високим тиском і проходження процедур декомпресії в кінці їх зміни, як у глибоководних дайверів.
У лютому 2010 року компанія Aker Wirth поставила ТПК до Швейцарії для розширення ГАЕС Ліммерн, розташованої на південь від Лінталя у кантоні Гларус. Діаметр буріння 8,03 м. Чотири ТПК, використані для проходження 57-кілометрового Готардського базового тунелю у Швейцарії мали діаметр приблизно 9 м (30 фт). Більший ТПК був побудований для проходження тунелю «Зелене серце» (голландська: Tunnel Groene Hart) як частини HSL-Zuid у Нідерландах, діаметром 14,87 м. Цей ТПК, у свою чергу, було перевершений при будівництві мадридської кільцевої дороги М30 і тунелю Чон Мін у Шанхаї. Усі ці машини були побудовані компанією Herrenknecht. Станом на січень 2023 найбільшим ТПК з коли-небудь побудованих був Tuen Mun–Chek Lap Kok TBM діаметром 17,6 м, також побудований Herrenknecht, для проєкту Tuen Mun–Chek Lap Kok Link у Гонконгу.

## Шахтний метод
Під час будівництва тунелю іноді необхідна тимчасова шахта (стовбур) для доступу з поверхні. Зазвичай вони мають круглий перетин та йдуть прямо вниз, поки не досягнуть горизонту, на якому буде побудовано тунель. Шахта зазвичай має бетонну оправу і зазвичай будується постійною. Після того, як шахту доступу завершено, ТПК опускають на її дно, і можна починати проходку. Стовбури є головним входом і виходом з тунелю до завершення проєкту. Якщо тунель буде довгим, можна побудувати кілька стовбурів у різних місцях, щоб вхід у тунель був ближчим до нерозробленої ділянки.
Після завершення будівництва будівельні стовбури часто використовуються як вентиляційні шахти, а також можуть використовуватися як аварійні виходи.

## Техніка набризкбетону
Новоавстрійський тунельний метод (НАТМ) був розроблений у 1960-х роках і є найвідомішим із низки інженерних методів, які використовують розрахункові та емпіричні вимірювання для забезпечення безпечного підтримання оправи тунелю. Основна ідея цього методу полягає у використанні геологічного напруження навколишнього гірського масиву для стабілізації тунелю, дозволяючи розраховану релаксацію та перерозподіл напружень у навколишньому породному масиві для запобігання виникненню повного навантаження на оправу. На основі геотехнічних вимірювань розраховується оптимальний поперечний переріз. Перетин тунелю захищений шаром набризк-бетону (який також називають торкретбетоном). Інші засоби кріплення можуть включати сталеві арки, анкери та сітку. Розвиток технології набризк-бетонування призвів до того, що в бетонну суміш додають сталеві та поліпропіленові волокна для підвищення міцності оправи. Це створює природне тримальне кільце, яке зводить до мінімуму деформацію породи.
Завдяки спеціальному моніторингу метод НАТМ є гнучким навіть при несподіваних змінах геомеханічної обстановки під час проходки тунелю. Виміряні властивості породи спрямовують до застосування відповідних заходів для підвищення стійкості тунелю.

## Домкратування труб
Під час домкратування труб гідравлічні домкрати використовуються для проштовхування спеціально виготовлених труб через ґрунт позаду ТПК або щита. Цей метод зазвичай використовується для створення тунелів під існуючими спорудами, такими як дороги або залізниці. Тунелі, побудовані за допомогою проштовхування труб, зазвичай є свердловинами невеликого діаметру — до 3,2 м (10 фт).

## Домкратування коробу
Домкратування коробу схоже на домкратування труб, але замість труб використовується коробчасті секції. Короби можуть мати набагато більший проліт, ніж труби, причому проліт деяких коробів перевищує 20 м. Ріжуча головка зазвичай використовується в передній частині коробу, що протискається, а видалення гірської маси зазвичай здійснюється екскаватором зсередини коробу.
Останні розробки технології домкратування аркових коробів (Jacked Arch та Jacked deck) дозволяють встановлювати довші та більші конструкції з максимальною точністю (приклад: підземний перехід довжиною 126 метрів і 20-метровим прольотом під лініями високошвидкісної залізниці в Кліффсенді, графство Кент, Великобританія).